# Gaborowe Stawki

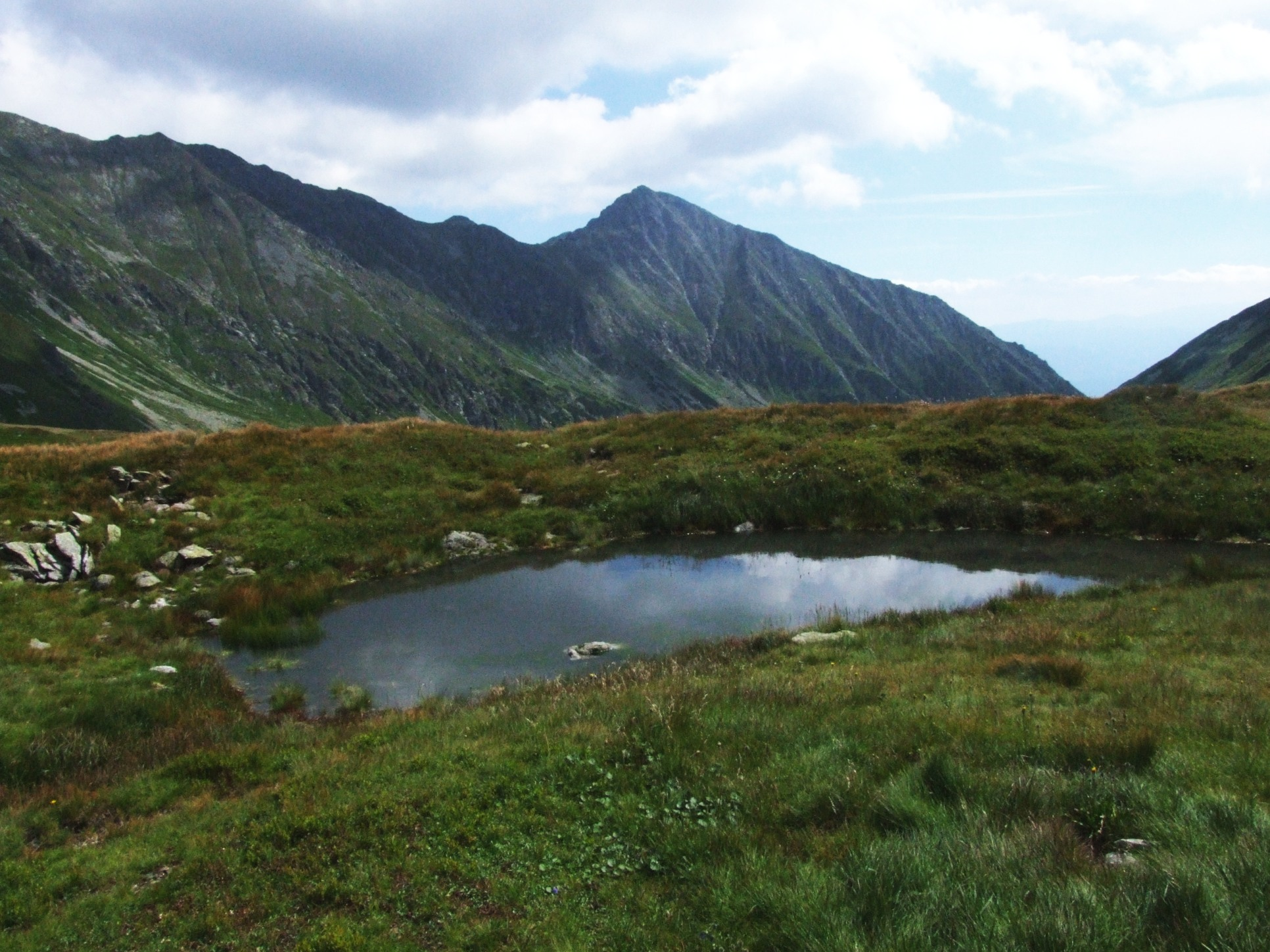
Największy Gaborowy Stawek. W głębi Zadnia Kopa

Gaborowe Stawki – grupa 5 stawów w górnej części Doliny Gaborowej, w tzw. Dolinie Zadniej Gaborowej w słowackich Tatrach Zachodnich. Znajdują się na wysokości ok. 1900 m n.p.m. poniżej Liliowego Karbu. Są niewielkie, nie mają własnych nazw, jeden z nich tylko ma nieco większe rozmiary. Znajduje się on po wschodniej stronie zielonego szlaku prowadzącego przez Dolinę Zadnią Gaborową. Stawki te wypełniają zagłębienia pomiędzy morenowymi kopkami, pozostałościami lodowca niegdyś wypełniającego tę dolinę.

## Szlaki turystyczne
– zielony od rozdroża Pod Klinem przez Dolinę Zadnią Gaborową na Liliowy Karb 1:45 h, ↓ 1:20 h